# U.S. Route 15
U.S. Route 15 (också kallad U.S. Highway 15 eller med förkortningen  US 15) är en amerikansk landsväg. Den går ifrån Walterboro South Carolina i söder till Painted Post New York i norr och sträcker sig 1 277,5 km. Vägen passerar igenom de större städerna Sumter, Durham, Frederick, Gettysburg, Harrisburg, Williamsport och Corning.